# Taylor (Nebraska)
Taylor é uma vila localizada no estado americano de Nebraska, no Condado de Loup.

## Demografia
Segundo o censo americano de 2000, a sua população era de 207 habitantes.
Em 2006, foi estimada uma população de 186, um decréscimo de 21 (-10.1%).

## Geografia
De acordo com o United States Census Bureau, a localidade tem uma área de 0,7 km², sem área coberta por água.

## Localidades na vizinhança
O diagrama seguinte representa as localidades num raio de 36 km ao redor de Taylor.